# Augusto Stella
Augusto Stella (Chiari, 25 settembre 1863 – Roma, 28 novembre 1944) è stato un ingegnere e geologo italiano.

## Biografia
Laureatosi al Politecnico di Torino, ha lavorato dal 1890 al 1908 presso il R. Ufficio geologico. La sua attività scientifica a cavallo dei due secoli, si distingue in due filoni precisi: mentre alla fine del XIX secolo Stella si è occupato di escursioni e rilievi geologici sulle vette alpine, in particolare sulle Alpi Cozie e sul Monviso, al principio del nuovo secolo si è rivolto, invece, allo studio dei giacimenti minerari, materia in cui ha offerto per primo, in Italia, prospezioni geomagnetiche, con particolare riferimento ai territori di Cogne e, in Sardegna, di Alghero e Sassari.
Nel 1908, di nuovo a Torino, ha ottenuto la cattedra di scienze minerarie e ha diretto la Scuola di perfezionamento di ingegneria mineraria presso il Politecnico, in cui è rimasto sino al 1925, data in cui è stato chiamato ad insegnare scienza delle miniere presso la Scuola d'ingegneria di Roma (dove ha insegnato sino al 1935). In precedenza, nel 1913, aveva partecipato alla missione guidata da Leopoldo Franchetti in Tripolitania, pubblicando una relazione a carattere geologico-topografico-idrologico sul Gebel. Nel 1921, nell'ambito del primo congresso minerario nazionale, ha presentato il volume Le miniere di ferro dell'Italia, nel quale ha segnalato l'esigenza di nuove classificazioni, successivamente accolte dalla geologia accademica.
Sposatosi con la scienziata Rina Monti, da cui ha avuto due figlie, Augusto Stella è stato membro del CNR e delle Accademie d'Italia e dei Lincei. 
È stato presidente della Società Geologica Italiana nel 1917 e nel 1927.

## Opere principali

### Memorie descrittive per la Carta Geologica
- Descrizione geognostico-agraria del Colle Montello (provincia di Treviso), Tip. Nazionale, Roma 1902.
- Studii sulla idrologia sotterranea della pianura del Po, Tip. Cecchini,  Roma 1915.
- I giacimenti auriferi delle Alpi Italiane, Istituto Poligrafico e Zecca dello Stato, Roma 1943.

### Memorie geologiche diverse
- Contributo alla geologia delle formazioni pretriassiche nel versante meridionale delle Alpi centrali, s.e., Roma 1894.
- Sui terreni quaternari della valle del Po in rapporto alla carta geologica d'Italia, s.e, Roma 1895.
- Sul rilevamento geologico eseguito nel 1895 in valle Po (Alpi Cozie), s.e, Roma 1896.
- Contributo allo studio genetico dei terreni alluvionali nelle valli alpine. Alpi Cozie, Tipografia Nazionale, Roma 1897.
- Calcari fossiliferi e scisti cristalini dei monti del Saluzzese nel cosiddetto ellissoide gneissico Dora-Maira, s.e., s.i.l. 1899.
- Sulle condizioni geognostiche della pianura piemontese rispetto alle acque di sottosuolo, Tipografia Nazionale, Roma 1900.
- Sulle condizioni geognostiche del territorio di Salo, prov. di Brescia, rispetto al terremoto del 30 ottobre 1901, scritto con L. Baldacci, Tipografia Nazionale, Roma 1902.
- Il problema geotettonico dell'Ossola e del Sempione, Tipografia Nazionale, Roma 1905.
- Cenni geologici sulle nuove linee di accesso al Sempione. Studio chimico-litologico, Squarci, Roma 1906.
- Topografia, geologia ed acque del Gebel Tripolitano, Fratelli Treves, Milano 1914.

### Studi Minerari
- Relazione sulle ricerche minerarie nei giacimenti cupriferi del circondario di Alghero, Sassari, Tipografia nazionale,  Roma 1908.
- Le miniere di Cogne (Val D'Aosta), S.A.I.G., Genova 1916.
- Le miniere di ferro dell'Italia, Lattes, Genova 1921.
- Le miniera di stagno di monte Valerio e i giacimenti del Gampigliese nel quadro della catena metallifera toscana, ed. postuma a cura di G. Dessau, in «Bollettino della Societa Geologica Italiana», 1955, vol. 74, pp. 109-218.